# Potvissen
De potvissen (Physeteridae) zijn een familie van tandwalvissen. 

## Verwantschap
De enige nog levende soort, de potvis (Physeter macrocephalus), is de grootste nog levende tandwalvis (mannetjes kunnen tot vijftig ton zwaar worden) en behoort tot de grootst bekende diersoorten die ooit geleefd hebben. De familie is nauw verwant aan de dwergpotvissen (Kogiidae). Verscheidene wetenschappers beschouwen de dwergpotvissen als een onderfamilie van de Physeteridae, en de meesten plaatsen de twee families in één superfamilie, de Physeteroidea. 

## Kenmerken
De potvissen hebben een behoorlijk grote kop en een vrijwel ontbrekende nek. De meloen van een volwassen mannetje beslaat ongeveer een derde van de lichaamslengte, en bevat een olieachtige substantie. De onderkaak is vrij smal, en bevat twaalf tanden. In de bovenkaak zitten geen tanden. Het spuitgat bevindt zich aan de linkerzijde op het voorhoofd. De rugvin is zeer klein.

## Fossielen
Potvissen bestaan al zo'n 22 miljoen jaar, en de oudste fossielen stammen uit het Vroeg-Mioceen van Argentinië.

## Verspreiding
Potvissen komen tegenwoordig wereldwijd voor, in alle wereldzeeën. Potvissen jagen in de diepzee, en de duiken die zij maken behoren tot de diepst bekende.

## Geslachten
De familie omvat de volgende geslachten:
- Balaenodon †
- Idiophyseter †
- Orycterocetus †
- Physeter
- Physeterula †
- Physetodon †
- Placoziphius †
- Priscophyseter †
- Prophyseter †
- Thalassocetus †

Dwergpotvis (Kogia breviceps) · Kleinste potvis (Kogia sima) · Potvis (Physeter macrocephalus)